# Nathaniel Blakiston
Nathaniel Blakiston (* um 1663 in Staffordshire; † Ende Februar 1722 in England) war ein englischer und Kolonialgouverneur von Montserrat und Maryland, sowie britischer Politiker.

## Lebenslauf
Nathaniel Blakiston war ein Enkel von John Blakiston (1603–1650), der Abgeordneter für Newcastle im englischen House of Commons war. Sein Vater, John Blakiston (1633–1702), war Barrister und Richter am englischen Admiralty Court, und ein Bruder von Nehemiah Blakiston, der in den Jahren 1691 und 1692 kommissarischer Kolonialgouverneur von Maryland war.
Nathaniel wurde Offizier in der englischen Armee und war zeitweise auf den Westindischen Inseln stationiert. Er wurde Captain des 2nd Regiment of Foot. 1689 wurde er im Brevet-Rang eines Colonel Gouverneur der Insel Montserrat und hatte dieses Amt bis 1695 inne. 1698 wurde er Mitglied der Merchant Adventurers’ Company of London und wurde im selben Jahr zum neuen königlichen Gouverneur der Province of Maryland ernannt. Er trat das Amt 1699 als Nachfolger von Francis Nicholson an und hatte es bis 1702 inne. In dieser Zeit musste er sich neben den religiösen Spannungen in der Kolonie zwischen Protestanten und Katholiken vor allem mit dem Unwesen der Piraterie auseinandersetzen. Dabei gelang es ihm einige Piraten und deren Verbündete zu fassen und zur Anklage zu bringen. Aus gesundheitlichen Gründen gab er sein Gouverneursamt im Jahr 1702 wieder auf und kehrte nach England zurück. In den folgenden Jahren arbeitete er in London als Handelsagent für Maryland und ab 1706 für die Kolonie Virginia. 1715 wurde er als Abgeordneter für das Borough Mitchell in Cornwall ins britische House of Commons gewählt, dem er bis zu seinem Tod im Jahr 1722 angehörte. Er gehörte den Whigs an und stimmte im Parlament immer loyal mit seiner Fraktion.
In erster Ehe war er mit Thomasine Legard († 1697), Witwe des Sir Timothy Thornhill, 1. Baronet († um 1693), verheiratet, in zweiter Ehe mit einer Frau namens Mary. Er hatte einen Sohn, Nathaniel, und eine Tochter, Rachel.